# Vanja Radovanović
Vanja Radovanović (Montenegrijns: Вања Радовановић; Belgrado, 28 oktober 1982) is een Montenegrijnse zanger.

## Biografie
Radovanović raakte bekend in eigen land door begin 2018 deel te nemen aan Montevizija, de Montenegrijnse preselectie voor het Eurovisiesongfestival. Met het nummer Inje won hij de nationale voorronde. Hierdoor mocht hij zijn vaderland vertegenwoordigen op het Eurovisiesongfestival 2018 in de Portugese hoofdstad Lissabon. Het bleef steken in de halve finale.
2007: Stevan Faddy · 
2008: Stefan Filipović · 
2009: Andrea Demirović · 
2012: Rambo Amadeus · 
2013: Who See feat. Nina Žižić · 
2014: Sergej Ćetković · 
2015: Knez · 
2016: Highway · 
2017: Slavko Kalezić · 
2018: Vanja Radovanović · 
2019: D Mol · 
2022: Vladana · 
2025: Nina Žižić
- International Standard Name Identifier: 0000 0004 7565 4324
- MusicBrainz: 7db352ff-5faa-4b70-a72e-6472dec6efda
- Virtual International Authority File: 305504330